# Нам, Олег Вячеславович
Олег Вячеславович Нам (род. 26 июля 1973 года в Янгиере) — украинский тхэквондист (пятый дан) корейского происхождения, заслуженный тренер Украины.

## Биография
Олег Нам родился 26 июля 1973 года в Янгиере, Сырдарьинская область. Тренировать он начал ещё в юности, когда, будучи старшим сыном в семье, ходил в школу защищать младших братьев, а позже начал оттачивать их навыки на берегу местного оросительного канала. Сам Олег Нам тренировался у Рудольфа Михайловича Нама и считает его своим первым тренером, который преподал ему азы восточных единоборств.
В 90-е годы Олег Нам переехал в столицу Украины — Киев в поисках лучшей жизни. Несмотря на трудное начало, в настоящее время его школа является одной из лучших в стране. В октябре 2012 года назначен главным тренером женской юниорской сборной по тхэквондо, а в конце 2014 года возглавил основную сборную. Его воспитанницы — многократные чемпионки Украины, Европы и призёры чемпионата мира.
Подопечная Олега Нама, Ирина Ромолданова, сумела завоевать серебро для Украины на юношеской Олимпиаде в Сингапуре. За свои заслуги и развитие спорта в стране тренер получал почётные грамоты, которые в разное время вручали ему лично президенты страны Л. Кучма и В. Янукович соответственно. Также одна из воспитанниц Нама — Татьяна Тетеревятникова.
Олег Нам увлекается коньками и пейнтболом, активно занимается общественной работой в Корейском культурном центре. Есть жена, сын и дочь.